# خربة التنور (فلسطين)
يجب عدم الخلط بينه وبين خربة التنور، موقع المعبد النبطي في الأردن
خربة التنور والمعروفة أيضًا باسم علار السفلي، كانت قرية عربية فلسطينية في قضاء القدس بالقرب من قرية علار، تم تهجيرها خلال حرب 1948 في 21 أكتوبر 1948 في إطار عملية ههار. تقع على بعد 18.5 كم غرب القدس.

## التاريخ
عين تنور هو نبع شمالي شرقي موقع القرية، مزود بنفق قديم محفور بعمق لالتقاط المياه من المصدر وزيادة تدفقها. كان الاسم في القرن التاسع عشر عين بنت نوح. في القرن الثاني عشر خلال الحقبة الصليبية تم إنشاء دير ريفي يتكون من عدة مباني مقببة بالبراميل، وجدار محصن وكنيسة. اقترح عالم الآثار البريطاني دنيس برينغل أن المجمع كان بيت سيسترسي معروف أنشئ عام 1169. في القرن الثالث عشر تم تسجيل في وثيقتين أن الدخل من القرية كان وقفًا للمدرسة المعظمية، شمال الحرم القدسي.

### الحقبة العثمانية
أُدمجت خربة التنور في الدولة العثمانية في عام 1517 ككل فلسطين، وفي عام 1596 ظهرت في سجلات الضرائب تحت اسم علار السفلى في الناحية ضمن لواء القدس، يبلغ عدد سكانها 7 أسر مسلمة. دفعوا ضريبة ثابتة بنسبة الثلث على القمح والشعير والمحاصيل الصيفية والزيتون، أي ما مجموعه 3,150 آقجة، وكانت كل العائدات تذهب إلى الوقف. في عام 1838، لاحظ إدوارد روبنسون ما يلي: «وصلنا إلى قرية تسمى علار السفلى، لتمييزها عن قرية تسمى علار الفوقا، على أرض أعلى وقليلا تجاه اليسار. كانت هنا كنيسة مدمرة كبيرة ومبنية بقوة، ويبدو أنها قديمة جدًا. هناك بضعة قضبان على اليسار أعلى الوادي عبارة عن نافورة رائعة، تسقي مجموعة من الحدائق وأشجار الفاكهة على طول القاع. وهنا أيضا العديد من أشجار الزيتون، التي هي في الواقع وفيرة جدا في جميع أنحاء هذه المنطقة.»
في عام 1873، قام المسح الذي أجراه صندوق استكشاف فلسطين في غرب فلسطين بزيارة الآثار في علار السفلى ووصفها كالآتي: تشكل خربة نوح جزءًا من الموقع مع ينابيعها وحدائق أشجار البرتقال. يوجد مبنى مدمر هنا، والذي يبدو أنه كان كنيسة قديمة باتجاه 107 درجة شرقًا بطولها، مع نافذة إلى الشرق واثنتين إلى الشمال والباب جنوبًا. كانت القياسات في الخارج 88 قدمًا شرقًا وغربًا 46 قدمًا شمالًا وجنوبًا. يبلغ سمك الجدران 10 أقدام بارتفاع 20 قدمًا. هناك كورنيش يدور حول الجزء الداخلي المتبقي بين قوسين على الجدار الشمالي بين النوافذ، والذي ربما كان يدعم أقواس السطح. النوافذ ضيقة للغاية مع أقواس مستديرة أعلاها. البناء من الحجارة الصغيرة المربعة بخشونة ولكن وجوهها غير ملساء. الملاط صلب ومختلط بالفحم، ولب الجدران هو الأنقاض. تم ترميم الجزء الداخلي للكنيسة. كل هذه التفاصيل تشير إلى أن المبنى يعود تاريخه إلى القرن الثاني عشر. من بين الأنقاض أقبية مدمجة في الداخل، مع حجارة صغيرة وأقواس مدببة. كان أحد أركان المبنى عبارة عن حجارة بوجه 2 1/2 بوصة، وعرض 4 بوصات. بالقرب من هذا يوجد خزان قديمة مدمرة، ومن المحتمل أن تنسب الآثار إلى العصور الصليبية."
وصف المستشرق الفرنسي وعالم الآثار تشارلز كليرمون جانو الذي زار الموقع في عام 1874 بتفصيل كبير، كما وصف الكنيسة القديمة التي رآها في علار السفلى، والتي تقف جزئيًا حتى يومنا هذا.
كتب زائر في عام 1875 أن عدد سكانها 400 نسم، ولكن بعد ذلك بفترة وجيزة أصبحت مهجورة حتى القرن العشرين.

### حقبة الانتداب البريطاني
في أواخر فترة الانتداب تم تصنيفها على أنها نجع صغير.
انخرطت 6 عائلات عربية من بيت عطاب استقرت وسط أطلال الصليبيين في نزاع طويل الأمد مع قرويي علار حول استخدام المياه وملكية الأراضي وطرق الرعي، والتي انتهت فقط عام 1948 عندما تم تهجير كلا المكانين. 

### 1948 وما بعدها
عندما تم تفتيش الموقع في عام 1992 كان هناك 10 منازل دمرت 6 منها، وتم دمج أراضي القرية مع أرض علاؤ، والمستوطنة الأقرب إلى خربة التنور كانت موشاف مطاع

## معرض الصور

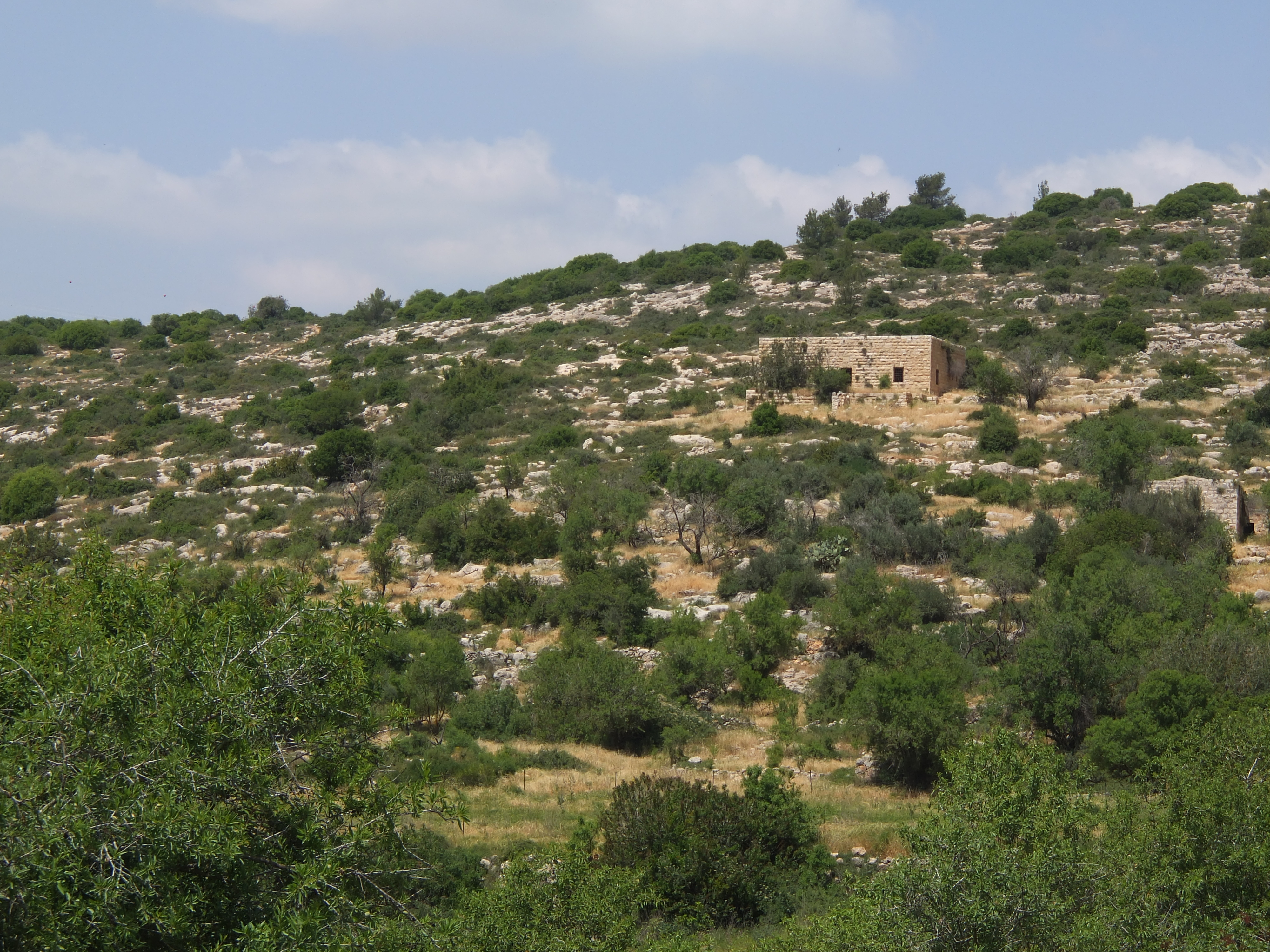
منزل وحيد على منحدر التل ، علار السفلى
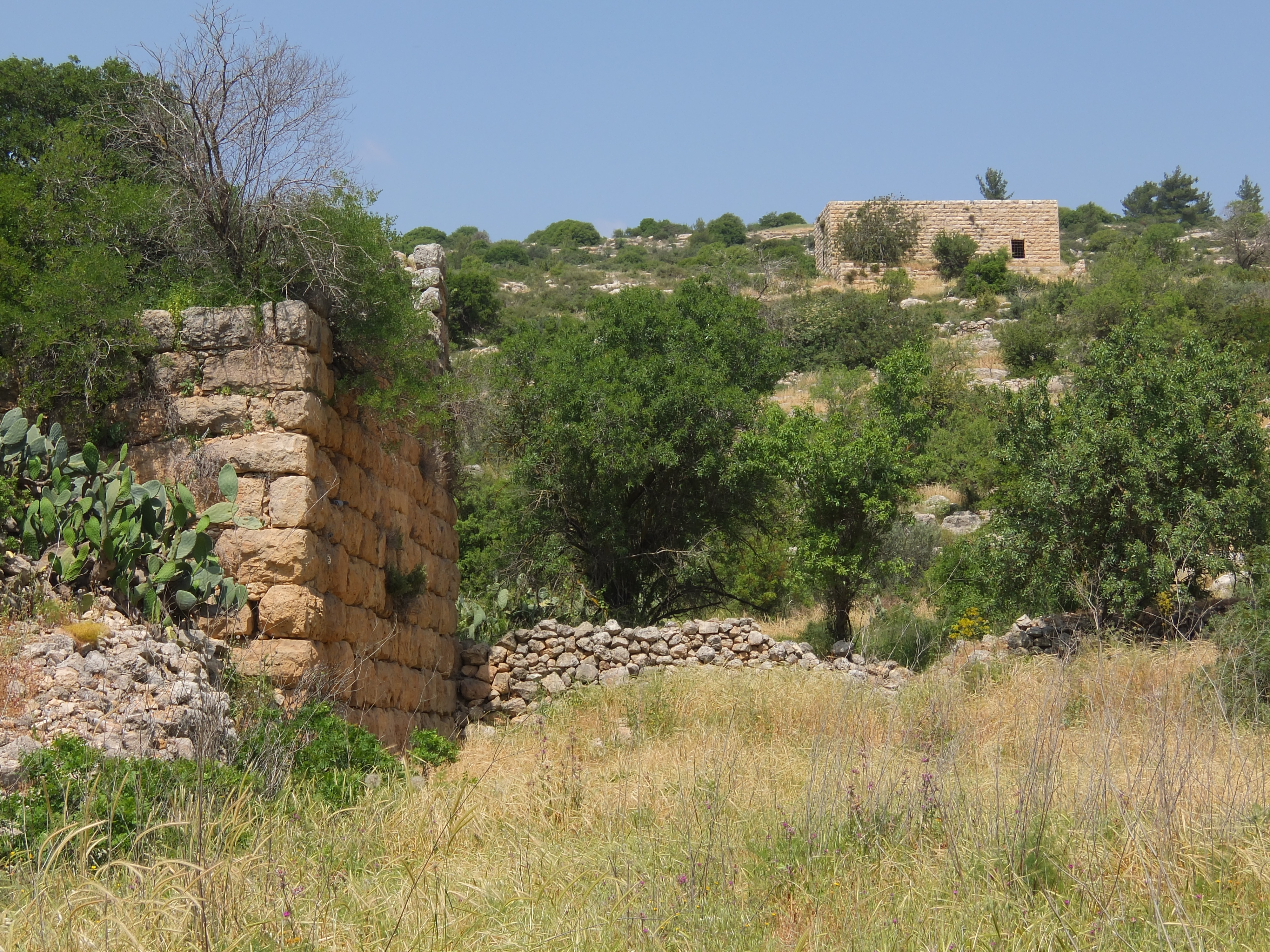
المباني القديمة في علار السفلى
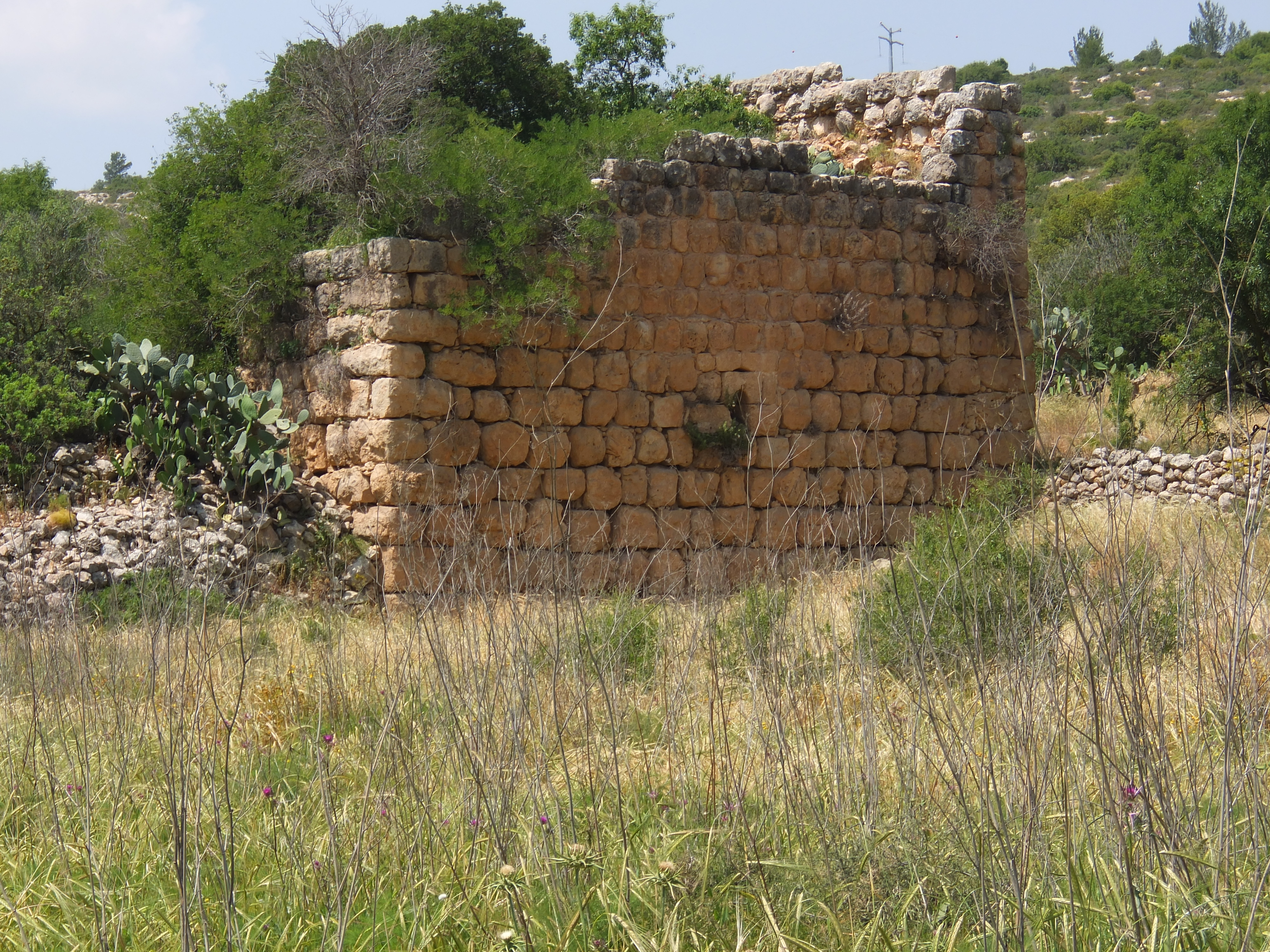
أطلال كنيسة في علار السفلى
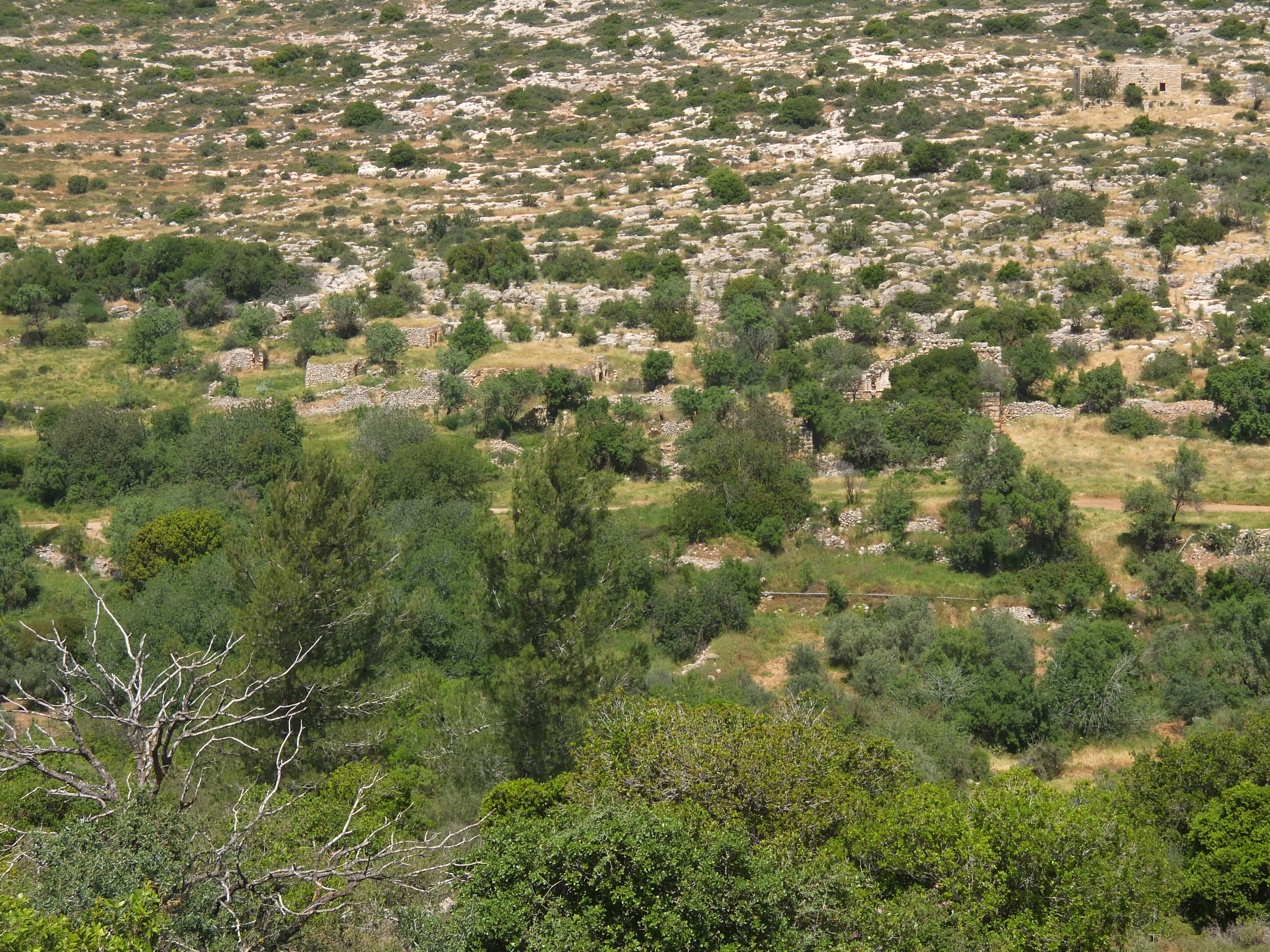
منظر عام لقرية فلسطينية نزحت خلال حرب 1948
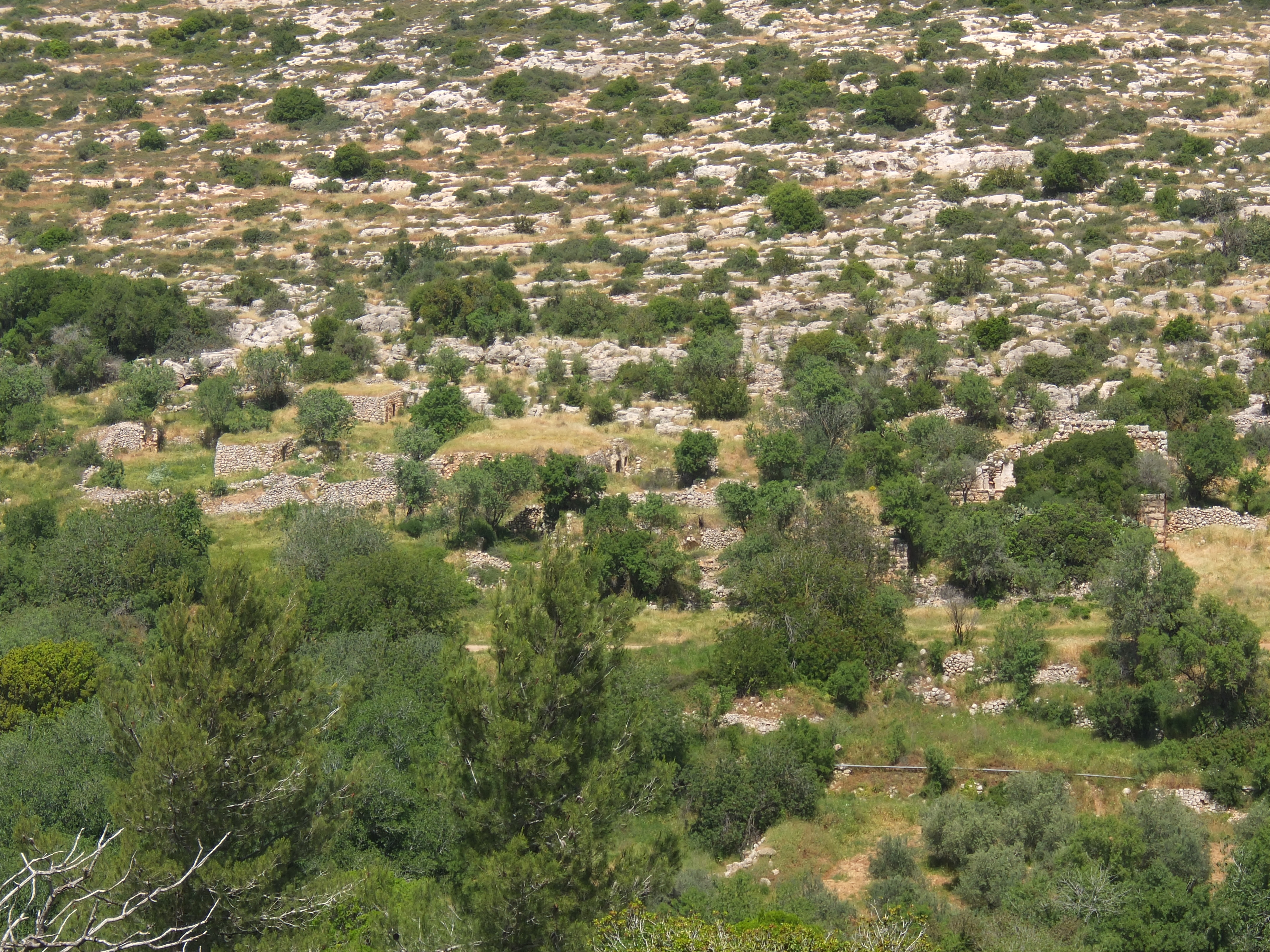
منظر بانورامي لعلار السفلى
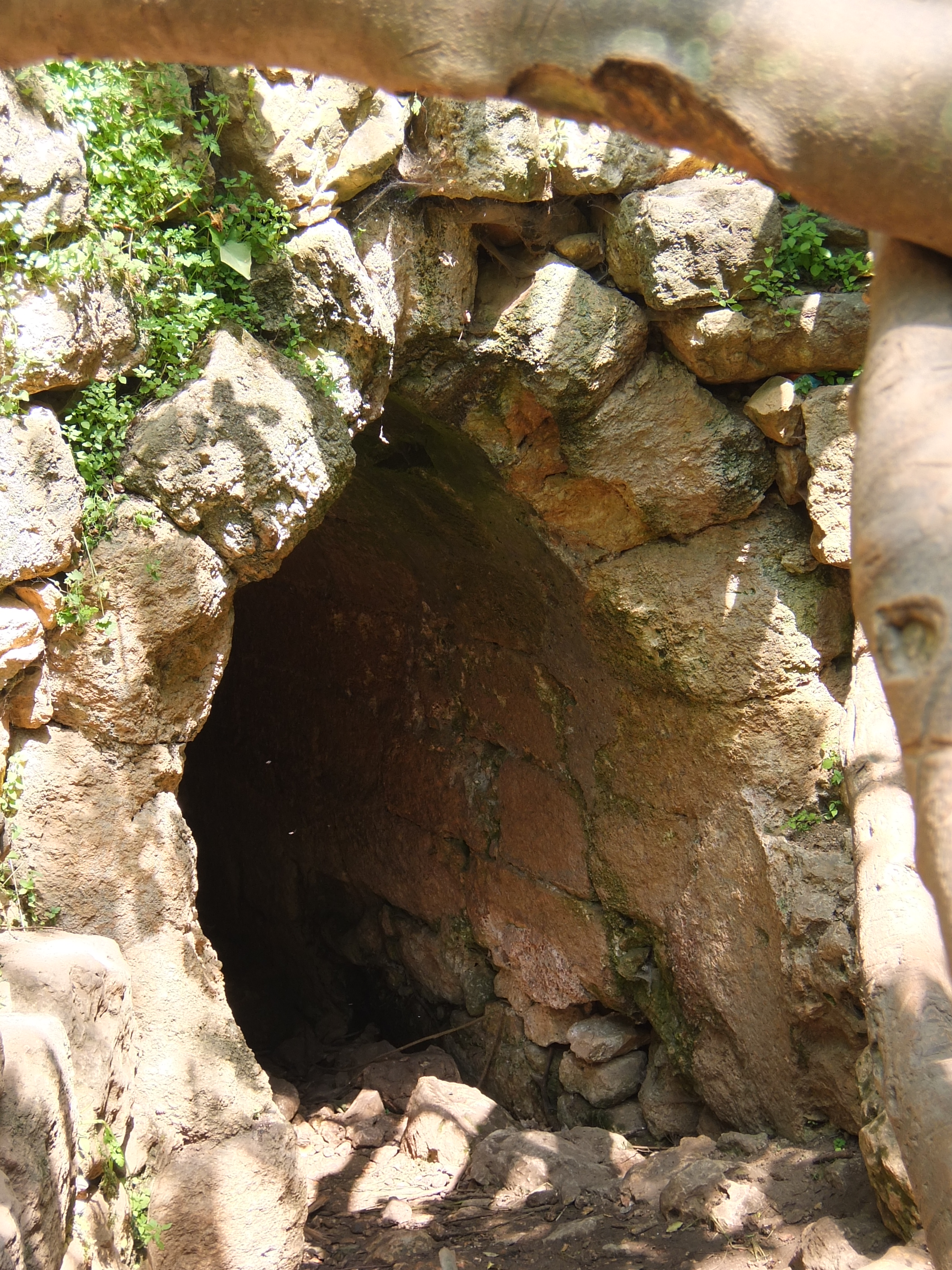
مدخل النفق حيث يتدفق النبع الطبيعي
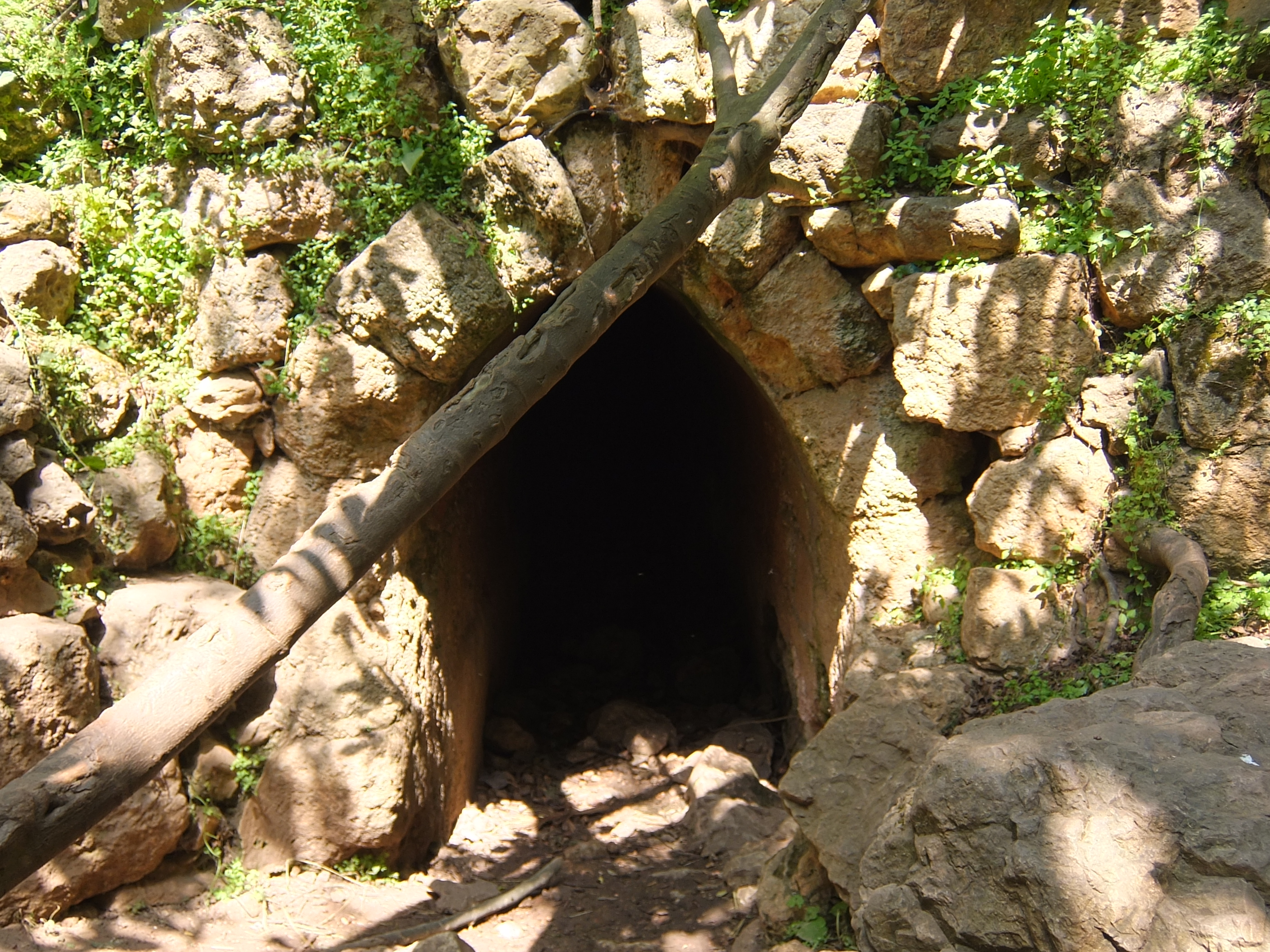
مدخل الينابيع الطبيعية (جافة الآن) ، عين التنور، في علار
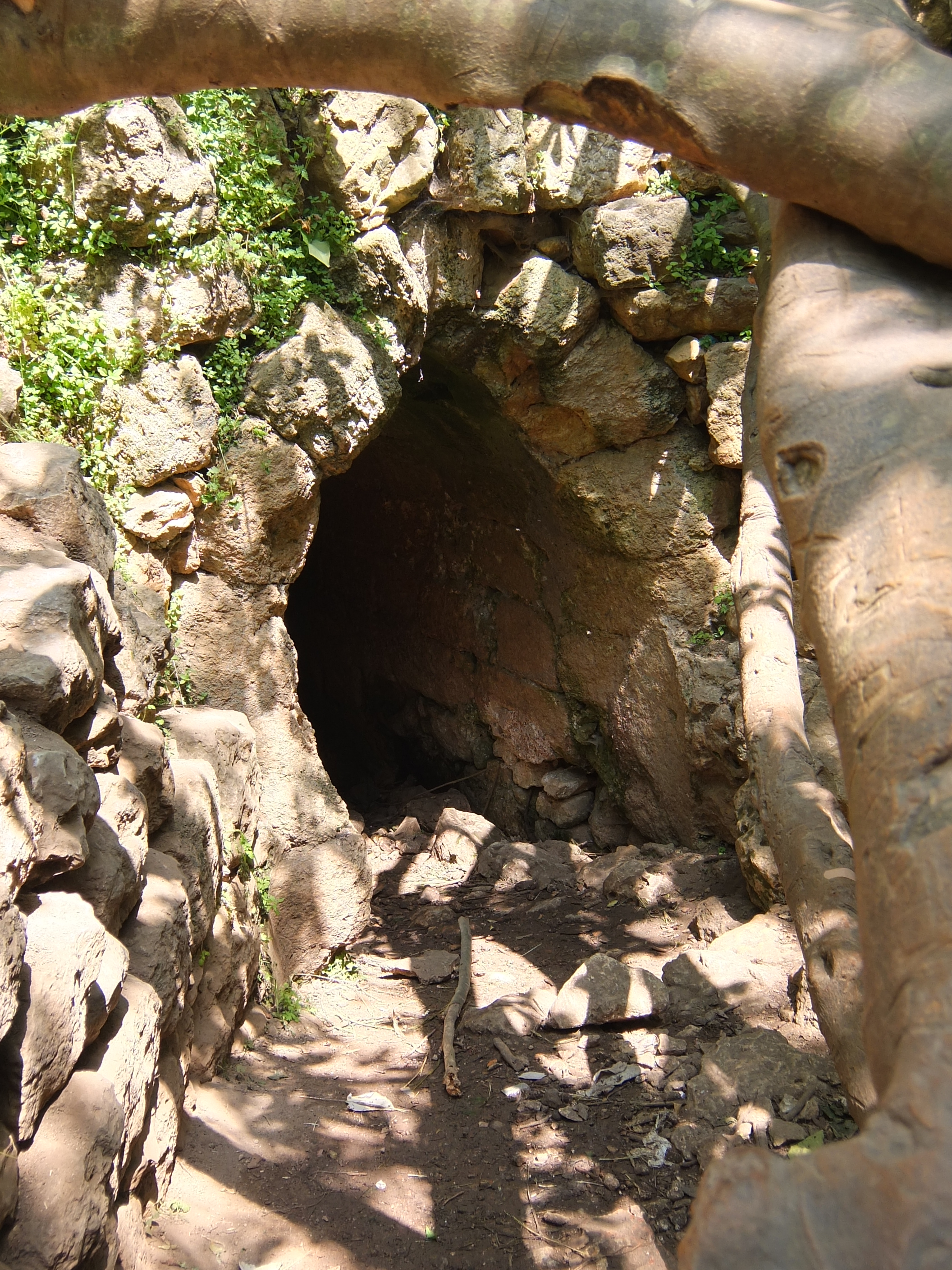
مدخل النفق القديم حيث يتدفق ربيع طبيعي، والآن جاف
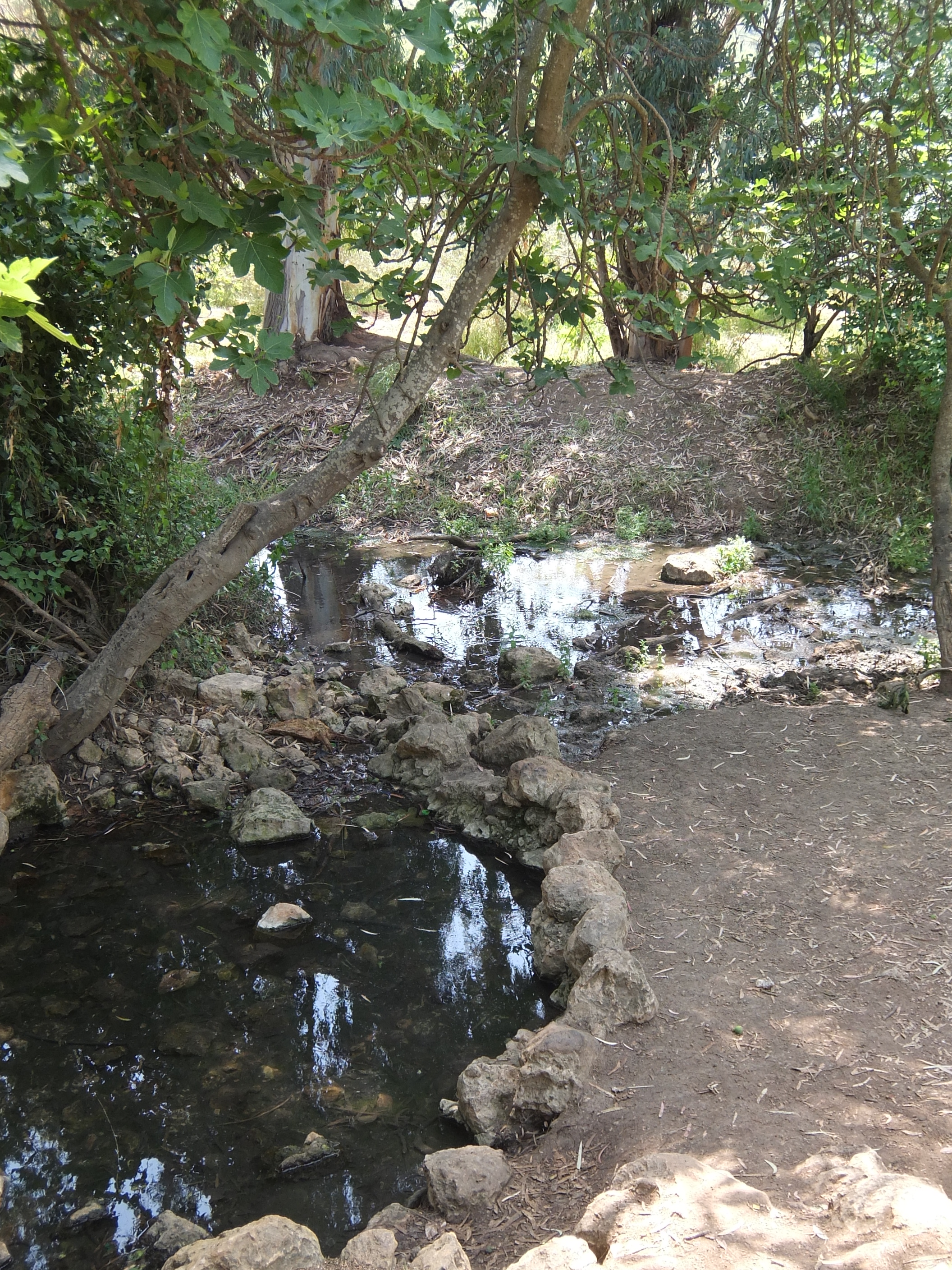
ينبوع طبيعي في قرية علار السفلى الفلسطينية السابقة

## قائمة المصادر
- Clermont-Ganneau، C.S. (1896). [ARP] Archaeological Researches in Palestine 1873-1874,  translated from the French by J. McFarlane. London: Palestine Exploration Fund. ج. 2. مؤرشف من الأصل في 2022-12-16.
- Conder، C.R.؛ Kitchener، H.H. (1883). The Survey of Western Palestine: Memoirs of the Topography, Orography, Hydrography, and Archaeology. London: صندوق استكشاف فلسطين. ج. 3. مؤرشف من الأصل في 2022-08-06.
- Guérin, V. (1869). Description Géographique  Historique et Archéologique de la Palestine (بالفرنسية). Paris: L'Imprimerie Nationale. Vol. 1: Judee, pt. 2. Archived from the original on 2022-12-17. (p. 379-380)
- Hütteroth، Wolf-Dieter؛ Abdulfattah، Kamal (1977). Historical Geography of Palestine, Transjordan and Southern Syria in the Late 16th Century. Erlanger Geographische Arbeiten, Sonderband 5. Erlangen, Germany: Vorstand der Fränkischen Geographischen Gesellschaft. ISBN:3-920405-41-2. مؤرشف من الأصل في 2019-12-14.
- Khalidi، W. (1992). All That Remains: The Palestinian Villages Occupied and Depopulated by Israel in 1948. واشنطن العاصمة: مؤسسة الدراسات الفلسطينية. ISBN:0-88728-224-5. مؤرشف من الأصل في 2020-01-25.
- Morris، B. (2004). The Birth of the Palestinian Refugee Problem Revisited. Cambridge University Press. ISBN:978-0-521-00967-6. مؤرشف من الأصل في 2020-01-25.
- Palmer، E.H. (1881). The Survey of Western Palestine: Arabic and English Name Lists Collected During the Survey by Lieutenants Conder and Kitchener, R. E. Transliterated and Explained by E.H. Palmer. صندوق استكشاف فلسطين. مؤرشف من الأصل في 2022-08-06.
- Petersen، Andrew (2001). A Gazetteer of Buildings in Muslim Palestine (British Academy Monographs in Archaeology). دار نشر جامعة أكسفورد. ج. 1. ISBN:978-0-19-727011-0. مؤرشف من الأصل في 2019-03-24.
- Pringle، Denys (1993). The Churches of the Crusader Kingdom of Jerusalem: A-K (excluding Acre and Jerusalem). مطبعة جامعة كامبريدج. مؤرشف من الأصل في 2019-12-24.
- Robinson، E.؛ Smith، E. (1841). Biblical Researches in Palestine, Mount Sinai and Arabia Petraea: A Journal of Travels in the year 1838. Boston: Crocker & Brewster. ج. 2. مؤرشف من الأصل في 2022-12-16.

## وصلات خارجية
- خربة التنور ترحب بكم - فلسطين في الذاكرة
- خربة تاتنور - ذاكرات
- مسح غرب فلسطين، الخريطة 17: IAA ، ويكيبيديا المشاعات
- خربة التنور في مسح إسرائيل الأثري.